# Liste der afghanischen Orden und Ehrenzeichen
Diese Liste gibt einen Überblick über die afghanischen Orden und Ehrenzeichen.

## Emirat (1747–1926)
- Orden des Durrani Empire (1840)
- Herat-Medaille AH 1298 (1881)
- Medaille für die Grenzkommission im Norden AH 1303 (1886)
- Sadaqat-Medaille AH 1320 (Treue-Medaille 1903/1904)
- Unabhängigkeitsorden (1911)
- Khedmat-Medaille AH 1337 (1918/1919), auch Verdienst- oder Unabhängigkeitsmedaille genannt
- Sonnen-Orden (1919)
- Orden des Sterns (Nishan-e Ustur) (1919)
- Orden der Treue (Nishan-e Vafa) (1919)
- Orden des Führers (Nishan-e Serdar) (1920)
- Orden des Großen Khans (Louy Khan-Orden)
- Unabhängigkeits-Orden (Nishan-e Istiqlal) (1920)
- Tapferkeits-Orden (Nishan-e Shuja’at) (1920)
- Vaterlands-Orden (Neshan-e Heiwad) (1920)
- Loya Jirga-Medaille HS 1303 (1924/1925)

## Königreich (1926–1973)
- Orden des Sterns (Nishan-e Ustur) (1919)
- Orden der Treue (Nishan-e Vafa) (1919)
- Orden des Führers (Nishan-e Serdar) (1920)
- Sieges-Medaille AH 1348 (1929/1930)
- Medaille für die Niederschlagung des Aufstandes im Norden HS 1309 (1930/1931)
- Qataghan-Medaille HS 1310 (1931/1932)
- Hamiyat-Medaille (Medaille für Mut) (1932)
- Khedmat-Medaille HS 1312 (Verdienst-Medaille 1933/1934)
- Tijarat-Medaille HS 1313 (Medaille für Verdienste um den Handel 1934/1935)
- Khedmat-Medaille HS 1318 (Verdienst-Medaille 1939/1940)
- Khedmat-Medaille HS 1320 (Verdienst-Medaille 1941/1942)
- Konar-Medaille HS 1324 (1945/1946)
- Buzkashi-Medaille HS 1332 (1953/1954)
- Reshtin-Medaille (Treue-Medaille) (1960)
- Kultur-Verdienstorden (Neshan-e-Ma’aref) (1960)
- Militärische Erinnerungsmedaille zum 45. Jahrestag der Unabhängigkeit HS 1342 (1964)
- Militärische Erinnerungsmedaille zum 50. Jahrestag der Unabhängigkeit HS 1342 (1969)
- Schwert-Stern-Orden (Turyal Sturi)
- Barial-Medaille (Medaille für Leistung)
- Wartia-Medaille (Verdienstmedaille)
- Puhana-Medaille (Universitäts-Medaille)
- Honar-Medaille (Medaille für Verdienste um die Kunst)
- Kahana-Medaille (Medaille für Verdienste um die Landwirtschaft)
- Tedsharat-Medaille (Medaille für Verdienst um den Handel)
- Sena’at-Medaille (Medaille für Verdienste um die Industrie)

## Republik (1973–1992)
- Orden der Freundschaft (1980)
- Sternen-Orden (1980)
- Rot-Banner-Orden (1980)
- Grenzschutz-Medaille (1980)
- Orden der Ehre (1982)
- Orden für Tapferkeit (1985)
- Orden der Arbeit
- Mohammad Tarzi-Orden
- Mohammad Akbar Khan-Medaille
- Ahmed Shah-Orden

## Islamischer Staat (1992–1996)
Es sind gegenwärtig keine Stiftungen bekannt.

## Islamisches Emirat (1996–2001)
Es sind gegenwärtig keine Stiftungen bekannt.

## Islamische Republik (seit 2004)
- Mahsood-Medaille